# Augusta Foote Arnold
Augusta Newton Foote Arnold (24 de octubre de 1844-9 de mayo de 1904) fue una autora y naturalista estadounidense que publicó un total de tres libros: dos libros de cocina bajo el seudónimo de Mary Ronald y The Sea-Beach at Ebb-Tide, considerado como un trabajo fundamental sobre la biología intermareal de los Estados Unidos y uno de los fundamentos de análisis en la actualidad para la clasificación de las mismas.

## Vida personal
Augusta nació en Seneca Falls, Nueva York . Su padre era Elisha Foote, juez, matemático, inventor y comisionado de la Oficina de Patentes de Estados Unidos. Su madre fue Eunice Newton, considerada la primera mujer científica en realizar experimentos en su propio laboratorio. Eunice Newton Foote describió y explicó el "efecto de los gases de efecto invernadero" en 1856, tres años antes que el irlandés John Tyndall, a quien se le atribuye ampliamente esa investigación. Su madre Eunice también fue una activista por los derechos de las mujeres, una de las firmantes de la fundamental Declaración de Sentimientos en ese esfuerzo. Su hermana mayor era la artista y escritora Mary Foote Henderson, que se casó con el senador estadounidense John B. Henderson, coautor de la Decimotercera Enmienda a la Constitución de los Estados Unidos que abolió la esclavitud y representó una pieza fundamental en el progreso de los derechos de la comunidad afroamericana. Augusta y Mary continuaron con el legado científico de sus padres. Fue educada en escuelas privadas en Saratoga Springs, Nueva York con unas notas destacables.
Augusta Foote se casó con Francis Benjamin Arnold el 6 de marzo de 1869 en la capital del país. Era hijo de Benjamin Green Arnold (presidente fundador de Coffee Exchange en la década de 1880) y Frances Snow, y hermano de Charlotte Bruce Arnold (1842-1924). La pareja tuvo dos hijos y una hija: Benjamin Foote Arnold (1870–1896), Henry Newton Arnold (1873–1939), quien se desempeñó como Fiscal General Adjunto bajo George W. Wickersham en la Administración Taft, y Frances A. Arnold (1874-1975).
Murió a los 59 años, el 9 de mayo de 1904, en su residencia, 101 West 78th Street en la ciudad de Nueva York debido a una enfermedad que la había dejado en cama durante ya varias semanas. Después de un funeral en la Iglesia de All Souls, fue enterrada en el cementerio Woodlawn en el Bronx, Nueva York.

## Carrera
Augusta escribió tres libros, dos de ellos bajo seudónimo. El primero, en 1895, fue The Century Cook Book, como Mary Ronald. En 1901, The Century Company de Nueva York publicó su fundamental manual de investigación en biología The Sea-beach at Ebb Tide: una guía para el estudio de las algas marinas y la vida animal inferior que se encuentran entre las marcas de marea .  En 1905 se publicó un segundo libro de cocina, Almuerzos: un libro ilustrado de cocinero (un suplemento del libro de cocina del siglo) 
El segundo libro de Arnold fue su único trabajo de escritura científica. Fue una guía de la flora y fauna de invertebrados de las zonas intermareales de las costas de Estados Unidos, particularmente de la costa este. Este libro fue promocionado en la revista infantil más popular del país en esa época, la revista St. Nicholas, y puede haber influido en una generación de naturalistas estadounidenses. Dos destacados trabajadores en ese campo, Rachel Carson y Ed Ricketts, citaron el libro de Arnold en sus bibliografías. Se sabía que el popular escritor John Steinbeck, ávido partidario de la investigación y el descubrimiento costeros, era un lector de la revista. Los biólogos marinos estadounidenses Myrtle E. Johnson, Richard Knapp Allen y Joel Hedgpeth mencionan o comentan The Sea Beach en Ebb-Tide en sus escritos.
Arnold era miembro del Torrey Botanical Club y de la Asociación Estadounidense para el Avance de la Ciencia, lo que indica que se consideraba una científica seria.
Aunque la identidad de la persona honrada con el nombre específico de blenio saltador del Pacífico ( Alticus arnoldorum ) no está clara, se sabe que Anthony Curtiss, quien describió esa especie, leyó The Sea-Beach at Ebb-Tide y dio a varios otros taxones un nombre similar. epíteto, que se cree que es en conmemoración de Augusta Foote Arnold.